# Ajuchitlán del Progreso
Ajuchitlán del Progreso è un comune del Messico, situato nello stato di Guerrero.